# Ràbia (pel·lícula)
Ràbia (títol original en anglès: Rabid) és una pel·lícula canadenca de David Cronenberg, estrenada el 1977. Ha estat doblada al català.

## Argument
Greument ferida de resultes d'un accident de moto, Rose entra d'urgències en una clínica privada dels voltants, Kiloïd. Especialitzada en la cirurgia estètica, aquest establiment experimenta novetats tècniques d'empelts de pell. Rosa, greument cremada, servirà de conillet d'Índies: se li extreu pell sana, que es neutralitza per un procediment especial, després que se li empelta per reparar els teixits malmesos. Després d'un mes de coma, es desperta brutalment. El seu metabolisme ha canviat i un nou orifici ha aparegut sota la seva aixella. Ja no pot digerir aliments i s'ha d'alimentar directament de sang, que bomba per una via retractable allotjada en el nou orifici. La víctima és contaminada i desenvolupa símptomes propers als de la ràbia. Animat de pulsions d'una extrema violència, ha de buscar sang. L'epidèmia s'estén ràpidament, la llei marcial és decretada.

## Repartiment
- Marilyn Chambers: Rose
- Frank Moore: Hart Read
- Joe Silver: Murray Cipher
- Howard Rysphan: Doctor Dan Keloid
- Patricia Gage: Doctor Roxanne Keloid
- Susan Roman: Mindy Kent
- Jean-Roger Périard: Lloyd Walsh
- Terry Schonblum: Judy Glasberg

## Al voltant de la pel·lícula
Cronenberg desitjava inicialment rodar amb la poc coneguda Sissy Spacek (que es va donar a conèixer el mateix any per Carrie de Brian De Palma, on es pot veure el cartell de Ràbia), però el productor li suggereix utilitzar una actriu coneguda perquè la pel·lícula surti del lot de les pel·lícules presentades al marge del festival de Cannes. Com la producció no té els mitjans per contractar una estrella del cinema tradicional, és escollida pel paper una estrella del cinema pornogràfic, Marilyn Chambers.